# Rhyothemis princeps
Rhyothemis princeps is een libellensoort uit de familie van de korenbouten (Libellulidae), onderorde echte libellen (Anisoptera).
De soort staat op de Rode Lijst van de IUCN als niet bedreigd, beoordelingsjaar 2007, de trend van de populatie is volgens de IUCN stabiel.
De wetenschappelijke naam Rhyothemis princeps is voor het eerst geldig gepubliceerd in 1894 door Kirby.